# Матекова
Мате́кова — річка в Українських Карпатах, у межах Мукачівського району Закарпатської області. Права притока Латориці (басейн Тиси).

## Опис
Довжина 15 км, площа басейну 45,1 км². Похил річки 34 м/км. Річка типово гірська. Долина вузька і глибока, в середній та верхній течії заліснена. Заплава з'являється лише в пониззі. Річище слабозвивисте.

## Розташування
Матекова бере початок на північ від села Синяк, при західних схилах гори Дунавка (масив Синяк). Тече переважно на південь, у пониззі — на південний схід. Впадає до Латориці в межах селища Чинадійово. 
Над річкою розташовані населені пункти: село Синяк та селище Чинадійово.

## Цікаві факти
- У верхній течії річка носить назву Синявка.
- На одній з правих приток розташований водоспад Скакало.
- У верхів'ї річки розташоване гірське озеро вулканічного походження — Синє озеро.

## Галерея

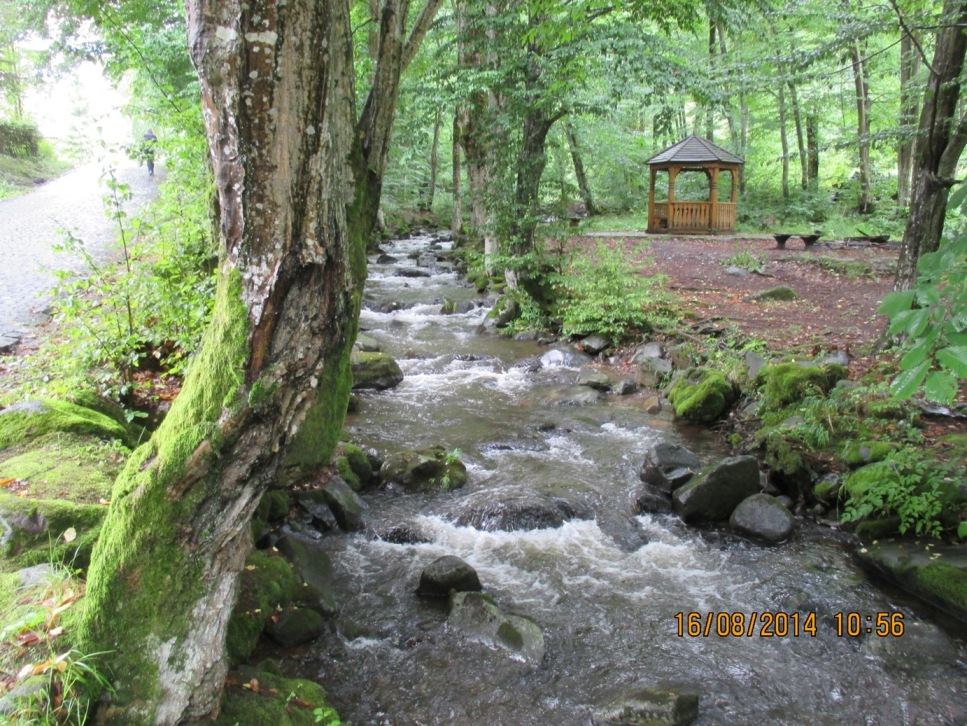
Річка на території санаторію Синяк (курорт)
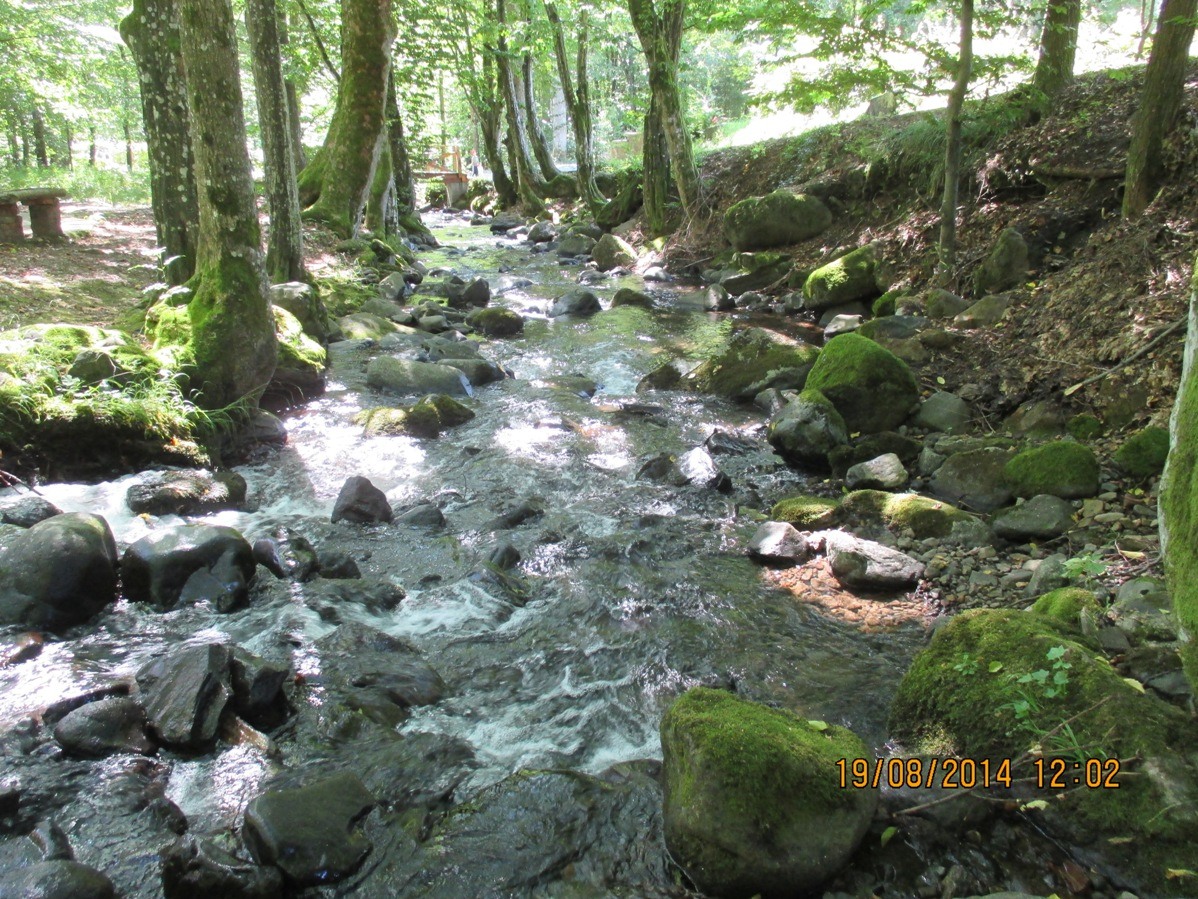
Річка поблизу санаторію Синяк (курорт)